# Tonto
Tonto es un adjetivo del idioma español referido a quien posee una inteligencia escasa, alguien torpe o con una conducta poco pertinente.

## Etimología
Según algunos autores, proviene del latín attonitus, participio de attonare, compuesto del prefijo ad- y el verbo tonare, que da el cultismo atónito.

## Usos de la palabra
Se usan como sinónimos una gran cantidad de términos como, por ejemplo: estúpido, mentecato, menso, lerdo, tarado, gilí, idiota, bobo, hijo de burro, animal, boludo, lelo, imbécil, sonsuela, gafo, etc. Es menester acotar que algunos de estos términos se toman como peyorativos, inclusive algunos como pendejo, gilipollas, pelotudo y huevón son consideradas como palabrotas o groserías en muchos países de habla hispana.
En algunos países sudamericanos se usa el sustantivo cojudo. Para Marco Sifuentes, este término está muy extendido en Perú, ya que es el cuarto país más desconfiado del mundo. Además, en este país se fomenta la cultura de la viveza criolla. La persona que evita ser un cojudo se llama conchudo. El intelectual Marco Aurelio Denegri señaló que los peruanos crean contenidos hechos a lo tonto con «una facilidad asombrosa», de donde nació el neologismo «cojudógenos».
Hacerse «el tonto» es fingir engañosamente no darse cuenta de las cosas para lograr algún objetivo. «Atontar» es lograr que otra persona actúe, se convierta o se comporte como un tonto. Tonto es una palabra que es extensamente «graduada» en el idioma español. «Eres medio tonto con las mujeres» podría aplicarse a un hombre inteligente, pero que por timidez comete errores con las mujeres. Así mismo «eres un completo tonto» se usaría para señalar a quien toma siempre las opciones o decisiones incorrectas. «Poco tonto» se usa para quien por medio de tonterías se sale con la suya.